# Living the Dream Tour
Living the Dream Tour es la gira actual de la soprano finlandesa Tarja Turunen, para promocionar su primer álbum recopilatorio Best of: Living the Dream. Turunen anunció la gira el 31 de enero de 2023,  comenzando en los Estados Unidos. La gira sigue en desarrollo, y se espera que termine a principios de 2026.

## Antecedentes y desarrollo
Turunen publicó Best of: Living the Dream el 2 de diciembre de 2022, representando a todos sus álbumes de estudio desde My Winter Storm (2007) hasta In the Raw (2019). En honor al mismo, los shows de 2023 se concentraron en los grandes éxitos de la carrera solista de Turunen. La gira comenzó el mismo día que Turunen anunció su siguiente álbum en directo, Rocking Heels: Live at Metal Church.

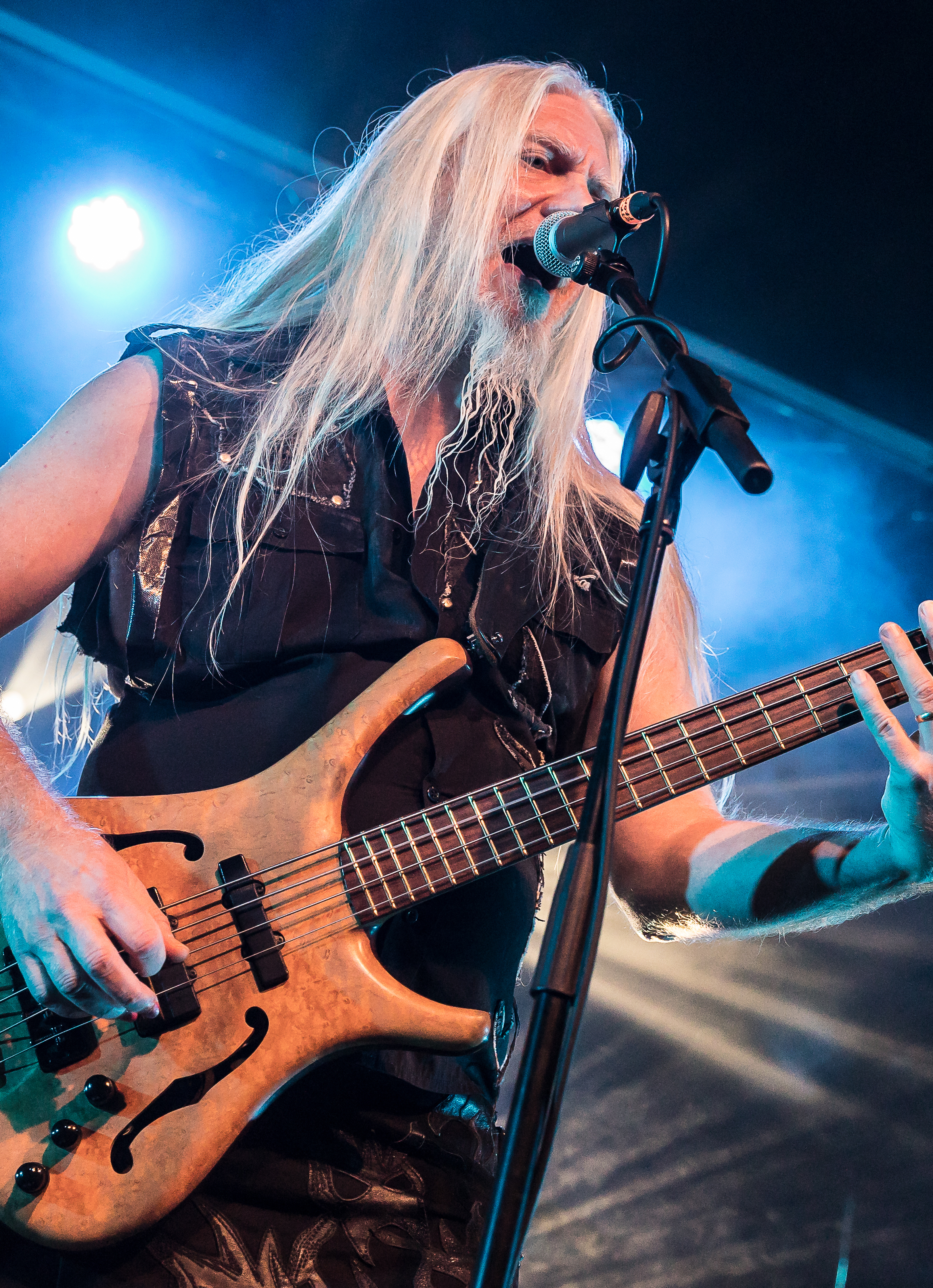
Marko Hietala en vivo en 2024

En febrero de 2024, Marko Hietala (su excompañero de Nightwish) se unió a la gira, a una sección llamada Living the Dream Together. Hietala toca su set antes de Turunen (incluyendo su nuevo material solista y canciones de Nightwish posteriores a la etapa de Turunen, como «The Islander»), y luego se le une para interpretar varios duetos. La noticia fue bien recibida por los fans y por otros músicos de la escena, como Anette Olzon (sucesora de Turunen en Nightwish). El 14 de marzo de 2024, tras haber debutado la canción en Neuquén dos semanas antes, Hietala y Turunen publicaron el nuevo dueto «Left on Mars».
Durante 2025, Turunen cambió parte del repertorio regular y contó con la presencia de una orquesta de cuerdas para sus conciertos, comenzando en mayo de 2025 en Buenos Aires.

## Lista de canciones
| Total de canciones interpretadas |
| --- |
| My Winter Storm - I Walk Alone - Sing For Me - Oasis - Die Alive - Enough What Lies Beneath - Anteroom Of Death - Until My Last Breath - Naiad - Dark Star - Falling Awake - I Feel Immortal - The Crying Moon Colours In The Dark - Victim Of Ritual - Deliverance The Shadow Self - Innocence - Demons in You - Love To Hate - Diva - Eagle Eye - Undertaker In The Raw - Dead Promises - Tears in Rain - You And I - Silent Masquerade - Shadow Play Best of – Living the Dream - Eye of the Storm Wishmaster - Wishmaster Over The Hills And Far Away - Over the Hills and Far Away (cover de Gary Moore) Century Child - Dead To The World - Ever Dream - Slaying The Dreamer - Feel For You - The Phantom of the Opera (cover de Andrew Lloyd Webber) Once - Wish I Had an Angel - Nemo - Planet Hell - Higher Than Hope - Left On Mars – Marko Hietala - Muchacha (ojos de papel) – Luis Alberto Spinetta - Ovelha Negra – Rita Lee - Cielito lindo – Quirino Mendoza - Mira niñita – Los Jaivas |

A continuación se presenta la lista de canciones interpretadas durante el primer concierto de la gira, el 14 de junio de 2023 en Philadelphia, Estados Unidos. Este repertorio no representa la totalidad de la gira:
- «Eye of the Storm» (por primera vez en vivo)
- «Demons in You»
- «Falling Awake»
- «Diva »
- «Naiad»
- «Oasis» (acústico)
- «You and I» (acústico)
- «Shadow Play»
- «Enough» (por primera vez en vivo desde 2010)

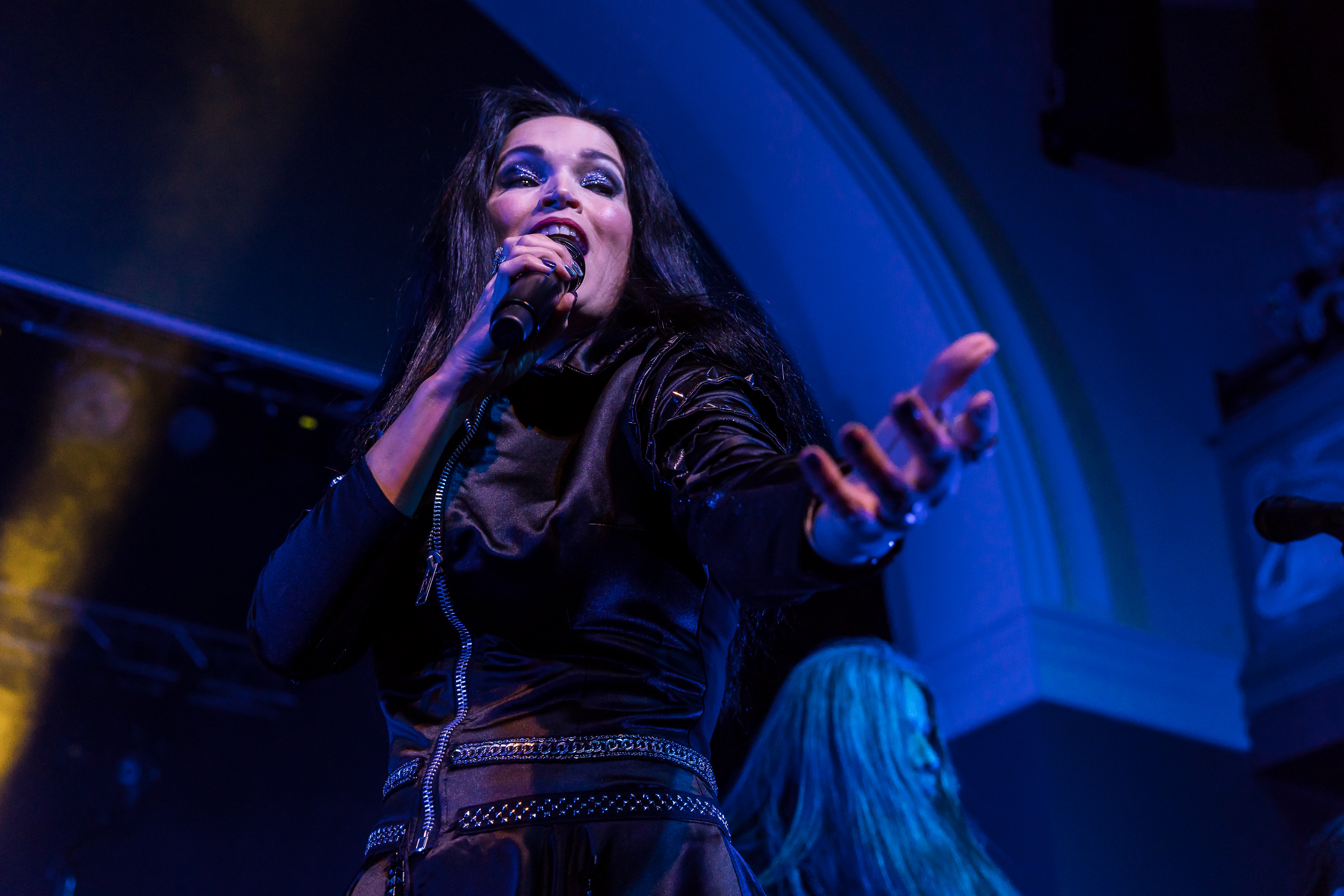
Turunen en vivo en Alemania, 2024

- «I Feel Immortal»
- «Nemo»
- «I Walk Alone»
- «Victim Of Ritual»
- «Innocence»
- «Die Alive»
- «Dead Promises»
- «Until My Last Breath»

### Alteraciones
- Turunen dejó de interpretar «Enough» en septiembre de 2023, tras el concierto en Bogotá.
- «Tears in Rain» ha sido interpretada intermitentemente a lo largo de la gira.
- En Neuquén, durante el primer concierto con Marko Hietala, cantaron «Dead To The World» por primera vez desde 2004, y debutaron «Left On Mars». Así mismo, «Dark Star» y «Wish I Had an Angel» volvieron al repertorio.
- «Victim Of Ritual» fue la única canción de Colours In The Dark en el repertorio, hasta que Turunen añadió a «Deliverance» en mayo de 2025.
- Los conciertos con orquesta vieron el debut en vivo de «Feel For You» (del álbum Century Child, 2002), así como el regreso de canciones como «Sing For Me», «Silent Masquerade», «The Crying Moon» o «Higher Than Hope».
- Durante los conciertos latinoamericanos con orquesta, Turunen interpretó canciones de artistas destacados de cada país (Luis Alberto Spinetta en Argentina, Rita Lee en Brasil, Quirino Mendoza en México y Los Jaivas en Chile).

## Fechas
| Fecha                    | Ciudad        | País            | Recinto                    | Telonero(s)    |
| ------------------------ | ------------- | --------------- | -------------------------- | -------------- |
| 14 de junio de 2023      | Philadelphia  | Estados Unidos  | Theatre of the Living Arts | Chaoseum       |
| 16 de junio de 2023      | Baltimore     | Estados Unidos  | Soundstage                 | Chaoseum       |
| 17 de junio de 2023      | New York City | Estados Unidos  | Gramercy Theatre           | Chaoseum       |
| 18 de junio de 2023      | Boston        | Estados Unidos  | Big Night Live             | Chaoseum       |
| 20 de junio de 2023      | Detroit       | Estados Unidos  | Saint Andrew's Hall        | Chaoseum       |
| 21 de junio de 2023      | Chicago       | Estados Unidos  | House of Blues             | Chaoseum       |
| 22 de junio de 2023      | Minneapolis   | Estados Unidos  | Varsity Theater            | Chaoseum       |
| 24 de junio de 2023      | Denver        | Estados Unidos  | Marquis Theater            | Chaoseum       |
| 26 de junio de 2023      | Phoenix       | Estados Unidos  | Crescent Ballroom          | Chaoseum       |
| 27 de junio de 2023      | Los Angeles   | Estados Unidos  | Belasco Theatre            | Chaoseum       |
| 28 de junio de 2023      | Las Vegas     | Estados Unidos  | House of Blues             | Chaoseum       |
| 30 de junio de 2023      | Berkeley      | Estados Unidos  | UC Theatre                 | Chaoseum       |
| 8 de julio de 2023       | Pratteln      | Suiza           | Z7 Summer Nights           |                |
| 14 de julio de 2023      | Vizovice      | República Checa | Masters of Rock            |                |
| 3 de julio de 2023       | Savonlinna    | Finlandia       | Olavinlinna Castle         |                |
| 13 de agosto de 2023     | Rajevo Selo   | Croacia         | Pannonian Rock Festival    |                |
| 27 de agosto de 2023     | Bistrița      | Rumania         | CODRU Festival             |                |
| 1 de septiembre de 2023  | Graz          | Austria         | Metal on the Hills         |                |
| 15 de septiembre de 2023 | Córdoba       | Argentina       | Studio Theater             | Inazulina      |
| 16 de septiembre de 2023 | Buenos Aires  | Argentina       | Teatro Flores              | Inazulina      |
| 18 de septiembre de 2023 | Montevideo    | Uruguay         | Teatro Nova Era            | Inazulina      |
| 20 de septiembre de 2023 | Santiago      | Chile           | Blondie Club               | Sinner's Blood |
| 22 de septiembre de 2023 | Porto Alegre  | Brasil          | Clube Opinião              | Santo Graal    |
| 23 de septiembre de 2023 | São Paulo     | Brasil          | Tokyo Marine Hall          | Santo Graal    |
| 24 de septiembre de 2023 | Limeira       | Brasil          | Mirage Eventos             | Santo Graal    |
| 26 de septiembre de 2023 | Lima          | Perú            | CC Festiva                 | Hamadría       |
| 28 de septiembre de 2023 | Bogota        | Colombia        | Teatro Jorge Eliécer       | Titanika       |

| Fecha                     | Ciudad           | País            | Recinto                 | Telonero(s)     |
| ------------------------- | ---------------- | --------------- | ----------------------- | --------------- |
| 28 de febrero de 2024     | Neuquén          | Argentina       | Casino Magic            | Inazulina       |
| 1 de marzo de 2024        | Mar del Plata    | Argentina       | Abbey Road Club         | Ana Magiar      |
| 3 de marzo de 2024        | Buenos Aires     | Argentina       | Teatro Vorterix         | Azeroth         |
| 5 de marzo de 2024        | Santiago         | Chile           | Teatro Coliseo          | Slaverty        |
| 6 de marzo de 2024        | Concepción       | Chile           | Espacio Marina          | Slaverty        |
| 8 de marzo de 2024        | São Paulo        | Brasil          | Tokyo Marine Hall       | Allen Key       |
| 9 de marzo de 2024        | Porto Alegre     | Brasil          | Clube Opinião           | Andreas Solrák  |
| 13 de marzo de 2024       | Brasília         | Brasil          | Toinha Rock Show        | Allen Key       |
| 14 de marzo de 2024       | Rio de Janeiro   | Brasil          | Sacadura 154            | Lumnia          |
| 16 de marzo de 2024       | Fortaleza        | Brasil          | Complexo Armazém        |                 |
| 17 de marzo de 2024       | Belém            | Brasil          | Espaço Náutico          | Studio Pub Fest |
| 19 de marzo de 2024       | Recife           | Brasil          | Armazém 14              |                 |
| 17 de mayo de 2024        | Chihuahua        | México          | Palco Pistoleros        | Ragdoll Sunday  |
| 18 de mayo de 2024        | Guadalajara      | México          | C3 Stage                | Ragdoll Sunday  |
| 19 de mayo de 2024        | Ciudad de México | México          | Circo Volador           | Ragdoll Sunday  |
| 21 de mayo de 2024        | Querétaro        | México          | Centro de Congresos     | Ragdoll Sunday  |
| 22 de mayo de 2024        | Morelia          | México          | Teatro Morelos          | Ragdoll Sunday  |
| 24 de mayo de 2024        | San Luis Potosí  | México          | Clube Libanés           | Ragdoll Sunday  |
| 25 de mayo de 2024        | Torreón          | México          | Teatro Nazas            | Ragdoll Sunday  |
| 26 de mayo de 2024        | Monterrey        | México          | Clube Iguana            | Ragdoll Sunday  |
| 28 de mayo de 2024        | San José         | Costa Rica      | Peppers Klubi           | Madzilla        |
| 29 de mayo de 2024        | San Salvador     | El Salvador     | Ginásio Adolfo Pineda   | Madzilla        |
| 1 de junio de 2024        | Plzeň            | República Checa | Metalfest               |                 |
| 13 de junio de 2024       | Yerevan          | Armenia         | Platform Live House     | Aetheria        |
| 15 de junio de 2024       | Limassol         | Chipre          | Opus Hall               | Aetheria        |
| 17 de junio de 2024       | Tbilisi          | Georgia         | Mono Hall               | Aetheria        |
| 19 de junio de 2024       | Almaty           | Kazajistán      | Palacio de la República | Aetheria        |
| 21 de junio de 2024       | Dessel           | Bélgica         | Graspop Metal Meeting   |                 |
| 22 de junio de 2024       | Grenchen         | Suiza           | Summerside Festival     |                 |
| 20 de julio de 2024       | Uusikaupunki     | Finlandia       | Karjurock Festival      |                 |
| 9 de agosto de 2024       | Alicante         | España          | Leyendas del Rock Fest  |                 |
| 6 de septiembre de 2024   | Fuengirola       | España          | Sohail Castle           | Chaoseum        |
| 8 de septiembre de 2024   | Berlin           | Alemania        | Huxley's Neue Welt      | Chaoseum        |
| 9 de septiembre de 2024   | Bremen           | Alemania        | Aladin Music Hall       | Chaoseum        |
| 10 de septiembre de 2024  | Saarbrücken      | Alemania        | Garage Club             | Chaoseum        |
| 12 de septiembre de d2024 | Leipzig          | Alemania        | Anker House             | Chaoseum        |
| 13 de septiembre de 2024  | Hamburg          | Alemania        | Gruenspan Club          | Chaoseum        |
| 14 de septiembre de 2024  | Herford          | Alemania        | Kultur Werk             | Chaoseum        |
| 16 de septiembre de 2024  | Groningen        | Países Bajos    | De Oosterpoort          | Chaoseum        |
| 17 de septiembre de 2024  | Utrecht          | Países Bajos    | TivoliVredenburg        | Chaoseum        |
| 18 de septiembre de 2024  | Bochum           | Alemania        | Matrix Club             | Chaoseum        |
| 20 de septiembre de 2024  | Ulm              | Alemania        | Roxy Club               | Chaoseum        |
| 21 de septiembre de 2024  | Obertraubling    | Alemania        | Events Hall             | Chaoseum        |
| 23 de septiembre de 2024  | Frankfurt        | Alemania        | Batschkapp              | Chaoseum        |
| 24 de septiembre de 2024  | Munich           | Alemania        | Backstage Werk          | Chaoseum        |
| 25 de septiembre de 2024  | Pratteln         | Suiza           | Z7 Club                 | Chaoseum        |

| Fecha                 | Ciudad           | País                | Recinto                      | Telonero(s)          |
| --------------------- | ---------------- | ------------------- | ---------------------------- | -------------------- |
| 23 de febrero de 2025 | Tallinn          | Estonia             | Helitejas Music Hall         | Serpentyne           |
| 25 de febrero de 2025 | Riga             | Letonia             | Palladium                    | Serpentyne           |
| 26 de febrero de 2025 | Vilnius          | Lituania            | Menu Fabrikas Loftas         | Serpentyne           |
| 27 de febrero de 2025 | Gdańsk           | Polonia             | B90 Club                     | Serpentyne           |
| 1 de marzo de 2025    | Warsaw           | Polonia             | Progresja Club               | Serpentyne           |
| 2 de marzo de 2025    | Kraków           | Polonia             | Klub Kwadrat                 | Symphonity           |
| 3 de marzo de 2025    | Wrocław          | Polonia             | A2 Center                    | Symphonity           |
| 5 de marzo de 2025    | Košice           | Eslovaquia          | Colisseum Club               | Symphonity Aaetheria |
| 6 de marzo de 2025    | Banská Bystrica  | Eslovaquia          | Dukla Sports Hall            | Symphonity Aaetheria |
| 7 de marzo de 2025    | Zlín             | República Checa     | Datart Arena                 | Symphonity Aaetheria |
| 9 de marzo de 2025    | Bratislava       | Eslovaquia          | Majestic Music Club          | Symphonity Aaetheria |
| 10 de marzo de 2025   | Ljubljana        | Eslovenia           | Kino Šiška Club              | Aaetheria            |
| 11 de marzo de 2025   | Zagreb           | Croacia             | Tvornika Kulture             | Aaetheria            |
| 13 de marzo de 2025   | Budapest         | Hungría             | Barba Negra Club             | Aaetheria            |
| 28 de marzo de 2025   | Belgrad          | Serbia              | MTS Dvorana                  | Symphonity           |
| 29 de marzo de 2025   | Belgrad          | Serbia              | MTS Dvorana                  | Symphonity           |
| 31 de marzo de 2025   | Cluj-Napoca      | Rumania             | FORM Space                   | Symphonity           |
| 1 de abril de 2025    | Bucharest        | Rumania             | Sala Palatului               | Symphonity           |
| 2 de abril de 2025    | Varna            | Bulgaria            | Palace of Culture and Sports | Symphonity           |
| 4 de abril de 2025    | Sofia            | Bulgaria            | Asics Arena                  | Symphonity           |
| 5 de abril de 2025    | Skopje           | Macedonia del Norte | Phillarmonic Hall            | Symphonity           |
| 6 de abril de 2025    | Thessaloniki     | Grecia              | Principal Theater            | Symphonity           |
| 8 de abril de 2025    | Atenas           | Grecia              | Fuzz Club                    | Symphonity           |
| 10 de abril de 2025   | Istanbul         | Turquía             | Jolly Jocker Arena           | Symphonity           |
| 16 de mayo de 2025    | Buenos Aires     | Argentina           | Teatro Flores                | Madzilla             |
| 18 de mayo de 2025    | Curitiba         | Brasil              | Ópera de Arame               | Madzilla             |
| 20 de mayo de 2025    | Belo Horizonte   | Brasil              | Mister Rock Club             | Madzilla             |
| 22 de mayo de 2025    | Porto Alegre     | Brasil              | Auditório Araújo Vianna      | Madzilla             |
| 24 de mayo de 2025    | São Paulo        | Brasil              | Tokyo Marine Hall            | Madzilla             |
| 26 de mayo de 2025    | Santiago         | Chile               | Teatro Coliseo               | Madzilla             |
| 28 de mayo de 2025    | Guadalajara      | México              | Teatro Diana                 | Madzilla             |
| 30 de mayo de 2025    | Querétaro        | México              | Teatro Metropolitano         | Madzilla             |
| 31 de mayo de 2025    | Ciudad de México | México              | Auditorio Blackberry         | Madzilla             |
| 1 de junio de 2025    | Morelia          | México              | Teatro Morelos               | Madzilla             |
| 3 de junio de 2025    | San José         | Costa Rica          | Palacio de los Deportes      | Madzilla             |
| 25 de junio de 2025   | Galicia          | España              | Resurrection Fest            |                      |
| 27 de junio de 2025   | Helsinki         | Finlandia           | Tuska Open Air               |                      |
| 28 de junio de 2025   | Oslo             | Noruega             | Tons of Rock Festival        |                      |
| 13 de julio de 2025   | Tuttlingen       | Alemania            | Honber Sommer Fest           |                      |
| 23 de julio de 2025   | Bratislava       | Eslovaquia          | Refinery Gallery             | The Skys             |
| 25 de julio de 2025   | Jena             | Alemania            | F-Haus                       | The Skys             |
| 26 de julio de 2025   | Thalmässing      | Alemania            | Classic Rock Night           |                      |
| 27 de julio de 2025   | Aschaffenburg    | Alemania            | Colos-Saal                   | The Skys             |
| 29 de julio de 2025   | Tilburg          | Países Bajos        | 013 Live                     | The Skys             |
| 30 de julio de 2025   | Wacken           | Alemania            | Wacken Open Air              |                      |
| 31 de julio de 2025   | Cologne          | Alemania            | Essigfabrik                  | The Skys             |
| 16 de agosto de 2025  | Dinkelsbühl      | Alemania            | Summer Breeze Open Air       |                      |
| 22 de agosto de 2025  | Aarburg          | Suiza               | Summerside Festival          |                      |
| 24 de agosto de 2025  | Altidona         | Italia              | WonderGate Festival          |                      |
| 30 de agosto de 2025  | Brüggen          | Alemania            | Brüggen Open Air             |                      |

| Fecha                 | Ciudad           | País            | Recinto              | Telonero(s)                      |
| --------------------- | ---------------- | --------------- | -------------------- | -------------------------------- |
| 29 de enero de 2026   | Lisboa           | Portugal        | Coliseu dos Recreios |                                  |
| 30 de enero de 2026   | Gijón            | España          | Gijón Arena          |                                  |
| 31 de enero de 2026   | Bilbao           | España          | Santana 27           |                                  |
| 2 de febrero de 2026  | Madrid           | España          | La Riviera           |                                  |
| 3 de febrero de 2026  | Barcelona        | España          | Razzmatazz 1         |                                  |
| 5 de febrero de 2026  | Trezzo sull'Adda | Italia          | Live Club            |                                  |
| 7 de febrero de 2026  | Innsbruck        | Austria         | Live Music Hall      | The Skys                         |
| 8 de febrero de 2026  | Zlín             | República Checa | Datart Arena         | Symphonity                       |
| 9 de febrero de 2026  | Würzburg         | Alemania        | Posthalle            | Rock and Roll Addiction The Skys |
| 11 de febrero de 2026 | Wetzlar          | Alemania        | Event Werkslatt      | Rock and Roll Addiction The Skys |
| 12 de febrero de 2026 | Memmingen        | Alemania        | Kamin Werk           | Rock and Roll Addiction The Skys |
| 13 de febrero de 2026 | Stuttgart        | Alemania        | LKA Longhorn         | Rock and Roll Addiction The Skys |